# Edivaldo Martins Fonseca
Edivaldo Martins Fonseca (Volta Redonda, 13 april 1962 - Boituva, 13 januari 1993) was een Braziliaans voetballer die speelt als aanvaller.

## Clubcarrière
Edivaldo begon zijn carrière bij Atlético Mineiro in 1982. Edivaldo speelde voor Taquaritinga, São Paulo, Puebla, Palmeiras i Gamba Osaka.

## Braziliaans voetbalelftal
In 1986 debuteerde hij in het Braziliaans voetbalelftal, waarvoor hij sindsdien 3 interlands speelde. Edivaldo nam met het Braziliaans voetbalelftal deel aan de Wereldkampioenschap voetbal 1986.

## Overlijdens
In 1993 kreeg hij aan overleed op 30-jarige leeftijd. (Verkeersongeval)

## Statistieken
| Braziliaans voetbalelftal | Braziliaans voetbalelftal | Braziliaans voetbalelftal |
| Jaar                      | Duels                     | Goals                     |
| ------------------------- | ------------------------- | ------------------------- |
| 1986                      | 2                         | 0                         |
| 1987                      | 0                         | 0                         |
| 1988                      | 0                         | 0                         |
| 1989                      | 1                         | 0                         |
| Totaal                    | 3                         | 0                         |